# Haunted by Hawkeye
Haunted by Hawkeye è un cortometraggio muto del 1913 diretto e interpretato da Hay Plumb.

## Trama
Occhio di Falco finge la propria morte per incassare il denaro dell'assicurazione.

## Produzione
Il film fu prodotto dalla Hepworth.

## Distribuzione
Distribuito dalla Hepworth, il film - un cortometraggio di 226 metri - uscì nelle sale cinematografiche britanniche nell'aprile 1913.
Fu distrutto nel 1924 dallo stesso produttore, Cecil M. Hepworth. Fallito, in gravissime difficoltà finanziarie, Hepworth pensò in questo modo di poter almeno recuperare il nitrato d'argento della pellicola.